# Лада (часопис)
«Лада» — львівський часопис для жінок. Перший український часопис для жінок, виходив у червні-вересні 1853 року.
Періодичне видання мало йти назустріч інтересам і потребам жіноцтва з інтелігенції.

## Основні дані
- Опис: Письмо поучительное русскимъ дѣвицамъ и молодицамъ въ забаву и поученіе.
- Видавець і відповідальний редактор: Северин Шехович.
- Друк: Ф. М. Поремби у Львові
- Формат: 30 × 23,5 см (№11 мав формат 28,5 × 22,5 см).
- Обсяг усіх чисел — 126 с. Нумерація була загальна для всіх чисел

Перше число вийшло в червні 1853 року. Вийшло 15 чисел:
- 1853 — ч. 1, 2/3, 4 — 15

## Тематика
Часопис намагався охопити різні аспекти життя, що робило підбір матеріалів дещо хаотичним.
Виходили статті з природничих наук, під загальною назвою «Землеописаніе», зокрема про такі явища як вітер і роса. Короткі інформаційні замітки й кореспонденції з'являлися під рубриками «Сельское хозяиньство», «Изобрѣтеніе», «Церковніи дѣла» або «Церковніи и училищіи дѣла», «Промыслъ», «Изъ теперишности». Видання друкувало окремі матеріали з питань господарської тематики і домоведення («Росплод дойных коров», «Домоводство», «Супы и галерть», «Употребленіе приправ», «Повидло з моркви»), примітивні вказівки щодо виховання дітей («Воспитаніе детей физическое», «О избраніи кормилиц»), у числах 7, 8 вийшла стаття «Различіе женьскаго и мужского пола». На сторінках часопису були розміщені також лікарські рецепти під рубрикою «Врачебная наука», практичні поради з пошиття одягу під рубрикою «Дамскіи ручниі работы», а також матеріали про розвиток моди: «Парижски моды», «Модный парижский дамскій капелюх».
У числах 7-13 надруковано літературний нарис «Русскій новелист», де йшлося про російську літературу, зокрема про Олександра Пушкіна, Миколу Гоголя та Федора Сологуба.
Помітне місце в часописі займали поради, як елегантно одягатися («Дамская тоалета»), як поводитися в товаристві («Правила благопристойности и тонкого благонравія») та як зберегти красу та здоров'я («Красота женьсая», «О красоте женьской», «Наружность женщины», «О наружном виде девицъ»).
Щономера редакція подавала пояснення незрозумілих слів із їх відповідниками польською мовою в розділі «Словаръ».
Оскільки редактором часопису був москвофіл С. Шехович, «Лада» виходила язичієм, що викликало чимало дискусій. Видання проіснувало лише кілька місяців і не стало популярним, на його вихід відгукнулося всього 83 передплатники. Список передплатників засвідчує, що ними були переважно священики або їх дружини та доньки.